# Azimpur
Azimpur är en ort i Bangladesh.   Den ligger i provinsen Dhaka, i den centrala delen av landet, i huvudstaden Dhaka. Azimpur ligger 14 meter över havet och antalet invånare är 96 641.
Terrängen runt Azimpur är mycket platt. Runt Azimpur är det mycket tätbefolkat, med 6 241 invånare per kvadratkilometer.. Närmaste större samhälle är Dhaka, 3,1 kilometer sydost om Azimpur.
Omgivningarna runt Azimpur är en mosaik av jordbruksmark och naturlig växtlighet.